# Morten Messerschmidt

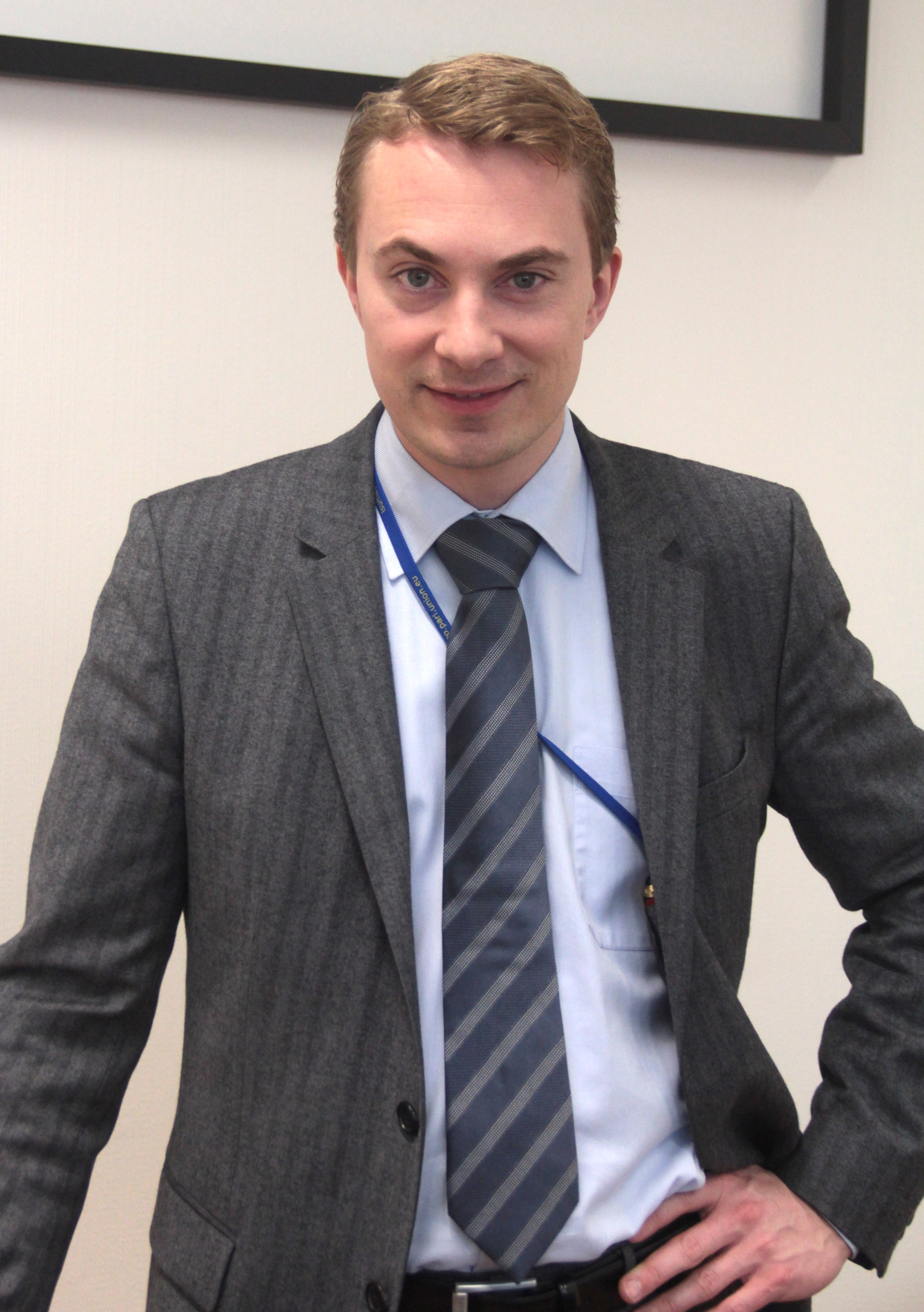
Morten Messerschmidt

Morten Messerschmidt (* 13. November 1980 in Frederikssund) ist ein Politiker der Dänischen Volkspartei (DF) und seit 2022 ihr Vorsitzender. Seit 2009 sitzt er im Europäischen Parlament.

## Beruf
Nach dem Abitur 1999 studierte Messerschmidt Rechtswissenschaft an der Universität Kopenhagen. 2009 bestand er das Examen. Von 2003 bis 2005 arbeitete er für den DF-Europaparlamentarier Mogens Camre.

## Politik
2001 schaltete Messerschmidt gemeinsam mit Kenneth Kristensen Berth und anderen Mitgliedern des DF-Jugendverbands eine Zeitungsanzeige mit dem Slogan „Massenvergewaltigungen, grobe Gewalt, Unsicherheit, Zwangsehen, Unterdrückung von Frauen, Bandenkriminalität – das ist es, was eine multiethnische Gesellschaft uns bietet“. Dafür wurden die Nachwuchspolitiker im Oktober 2002 nach § 266 b des Strafgesetzbuches – der etwa dem deutschen Volksverhetzungstatbestand entspricht – zu 14 Tagen Gefängnis auf Bewährung verurteilt.
Messerschmidt wurde 2005 erstmals ins Folketing gewählt und erhielt den Posten als europapolitischer Sprecher seiner Fraktion. 2007 konnte er sein persönliches Wahlergebnis erheblich verbessern und wurde mit dem zusätzlichen Posten des energiepolitischen Sprechers belohnt. Zur Europawahl 2009 trat er als Spitzenkandidat der DF an. Er erzielte das zweitbeste persönliche Wahlergebnis bei dänischen Europawahlen und schloss sich der europaskeptischen Fraktion Europa der Freiheit und der direkten Demokratie (EFD) an. Bei der Europawahl 2014 erhielt er die meisten persönlichen Wählerstimmen, die je ein Kandidat bei dänischen Europawahlen erhalten hat; sie entsprachen einem Stimmanteil von 20,5 Prozent (DF 26,6 Prozent). Die von ihm geführte Parlamentsgruppe schloss sich der Fraktion Europäische Konservative und Reformer (EKR) an.
Als Vorsitzender der europäischen Partei MELD musste er im Oktober 2015 rund 150.000 Euro missbräuchlich verwendete EU-Zuschüsse zurückzahlen. Wenig später wurde bekannt, dass Messerschmidt im Juli 2015 die Gründung einer weiteren europäischen Partei begonnen hatte („Alternative for Europe“), für die auch bereits EU-Gelder beantragt worden waren; am 28. Oktober 2015 zog sich die DF offiziell aus dem Projekt zurück.

### Politische Positionen
Messerschmidt vertritt EU-kritische Positionen. Er hat mehrfach die Abschaffung des Europaparlaments gefordert und möchte alle Kompetenzen zurück auf die Nationalstaaten übertragen. Kontrollen an den Staatsgrenzen sollen wieder eingeführt werden. Die EU soll weniger Geld aus den nationalen Etats erhalten. Eine EU-Mitgliedschaft der Türkei gelte es zu verhindern.

### Öffentliches Auftreten
Messerschmidt tritt – im Kontrast zu den ansonsten laxen Kleidungsregeln in der dänischen Politik – ausgesprochen adrett gekleidet auf. Er scheut keine populären Medienformate, um Aufmerksamkeit zu erhalten. 2003 nahm er an Big Brother VIP im dänischen Fernsehen teil; 2008 nahm er mit seiner Frau, der Sängerin Dot Wessmann, eine CD mit Weihnachtsliedern auf.
Am 27. April 2007 berichtete die Tageszeitung B.T., dass Morten Messerschmidt an Hitlers Geburtstag, dem 20. April, im Restaurant Grøften im Tivoli den Hitlergruß gezeigt und nazistische Lieder gesungen habe. Messerschmidt gab zu, betrunken gewesen zu sein und den ersten Vers der ersten Strophe des Deutschlandliedes gesungen zu haben. Damit Hitler verherrlicht haben zu wollen, bestritt Messerschmidt. Um Schaden von seiner Partei abzuwenden, trat er vorübergehend aus Partei und Fraktion aus. Nach zwei Jahren vor dänischen Gerichten wurde Messerschmidt von der Anschuldigung befreit, öffentlich den Hitlergruß gezeigt zu haben.